# Acetazolamid
Acetazolamid, saluförd under bland annat handelsnamnet Diamox, är ett läkemedel som används för att behandla glaukom, epilepsi, höjdsjuka, periodisk paralys, hjärtsvikt och idiopatisk intrakraniell hypertension. Det kan användas under längre tid för behandling av öppenvinkelsglaukom och kortare bruk vid behandling av trångvinkelsglaukom till dess att kirurgi kan utföras. Läkemedlet tas genom munnen eller genom venös injektion.
Vanliga bieffekter är avdomning, ringande i öronen, aptitförlust, kräkningar, och trötthet. Det är inte rekommenderat för de med påtaglig njursjukdom, leversjukdom, eller till de som är allergiska mot sulfonamid. Acetazolamid tillhör diuretika- och karbanhydras-hämmar-läkemedelsgrupperna. Det fungerar genom att minska mängden vätejoner och bikarbonat i kroppen.
Acetazolamid användes för första gången medicinskt år 1952. Läkemedlet finns på Världshälsoorganisationens lista av essentiella läkemedel, en lista som innefattar de viktigaste läkemedlen som behövs för att driva basal hälso-sjukvård. Acetazolamid finns tillgängligt som generika. Grossistkostnaden i utvecklingsländer ligger på mellan 1.40 och 16.93 USD per månad. I USA var grossistkostnaden ungefär 125.34 USD per månad.